# Янополе (Плонський повіт)
Янополе (пол. Janopole) — село в Польщі, у гміні Нове Място Плонського повіту Мазовецького воєводства.
Населення — 72 особи (2011).
У 1975-1998 роках село належало до Цехановського воєводства.

## Демографія
Демографічна структура станом на 31 березня 2011 року:
|          | Загалом | Допрацездатний вік | Працездатний вік | Постпрацездатний вік |
| -------- | ------- | ------------------ | ---------------- | -------------------- |
| Чоловіки | 39      | 9                  | 25               | 5                    |
| Жінки    | 33      | 8                  | 20               | 5                    |
| Разом    | 72      | 17                 | 45               | 10                   |